# US Tourcoing
Die Union Sportive Tourcoing war ein traditionsreicher französischer Fußballverein aus Tourcoing, einer Stadt im Département Nord, unmittelbar an der Grenze zu Belgien gelegen.
Gegründet wurde die UST bereits 1898. Bis zu seiner ersten Auflösung infolge einer Fusion (1945, siehe unten) und nach erneuter Selbständigkeit 1957 trug der Klub diesen Namen, konnte danach aber nicht mehr an seine Erfolge der Vorkriegszeit anknüpfen und verschwand völlig aus den Schlagzeilen (vermutlich endgültige Auflösung). 1994 wurde der Tourcoing Football Club gegründet, der sich selbst in der Tradition von UST sieht, aber heute in der Achtklassigkeit (Championnat Interrégional de la Ligue du Nord) verschwunden ist.
Die Ligamannschaft von Union Sportive spielte im Stade Albert Fromentin, das 1958 in Stade Charles Van de Veegaete umbenannt wurde; Fromentin und Van de Veegaete waren zwei der Gründer des Vereins.
(Stand: Oktober 2005)

## Geschichte

### Vor dem Ersten Weltkrieg
Tourcoing trat nach seiner Gründung dem bis dahin einzigen Fußballverband, der Union des sociétés françaises de sports athlétiques (USFSA), bei, der ab 1898 einen Championnat de France genannten Landesmeisterwettbewerb durchführte. Diesen Wettbewerb dominierten die Fußballer aus dem Industrierevier des Nordens bis zum Ersten Weltkrieg trotz harter Konkurrenz in der eigenen Region, am Ärmelkanal und in Paris auf beeindruckende Weise. Diese Leistung wird auch nicht dadurch entwertet, dass es ab 1905 konkurrierende Verbände gab, die ihre eigene Meisterschaft ausspielten – die USFSA blieb der mitgliederstärkste Verband, dem auch die meisten anderen Traditionsvereine Frankreichs (z. B. Standard AC, Racing Club de France und Club Français aus Paris, der AC Le Havre, Stade Helvétique Marseille, Olympique Lille und RC Roubaix) angehörten.
Die besonders heiß umkämpften Regionalmeisterschaften des Nordens gewann die Union Sportive Tourcoing erstmals nur zwei Jahre nach ihrer Gründung, danach wieder 1909. Doch erst 1910 gelang ihr nicht nur der Einzug ins Finale, sondern dann auch gleich der Gewinn des Championnat de France durch ein 7:2 gegen Stade Helvétique Marseille (das diesen Titel sowohl 1909 als auch 1911 gewann). Bei der nächsten Endrundenteilnahme (1912) war für Tourcoing wiederum im Halbfinale Schluss.

### Zwischen den Kriegen
Nach Gründung des einheitlichen Fußballverbandes FFF (1919) und Einführung eines landesweiten, professionellen Ligabetriebes (1932) konnte UST nicht mehr an die "Goldene Epoche" anknüpfen, spielte nur noch im Amateurbereich eine gute Rolle: 1920, 1928 und 1933 wurde sie Meister der höchsten, damals zweitklassigen Amateurliga, der Division d'Honneur du Nord (DH Nord). Doch reichte es auch danach maximal für die zweithöchste Spielklasse. 
Erfolgreicher war sie im Landespokal, der Coupe de France: 1921 beugte sie sich im Halbfinale erst in der Verlängerung Olympique Paris, das zwischen 1918 und 1921 dreimal im Pokalfinale stand und dabei auch einmal den Pokal gewann. 1922 und 1926 war im Viertelfinale Endstation für US Tourcoing. 

### Nach dem Zweiten Weltkrieg
Die Fußballabteilung der US Tourcoing beteiligte sich 1945 am "Zusammenschluss der Kräfte" in der Doppelstadt Roubaix-Tourcoing und ging bis 1957 in dem Erstligisten Club Olympique Roubaix-Tourcoing auf – wodurch UST wenigstens in den Augen der Fans auch einen Anteil an dem nationalen Meistertitel gewonnen hat, den dieser Großklub 1947 errang.
1965, 1992 und 1996 wurde US bzw. ihr Nachfolger FC erneut Meister der DH Nord, aber diese war nur noch die viert- und ist inzwischen sogar nur noch die sechsthöchste Liga in Frankreich. In der Saison 2010/11 spielt die inzwischen fusionierte USFC Tourcoing noch tieferklassig im Amateurbereich, nämlich in der Promotion d’Honneur, ist 2013/14 aber wieder in die sechste Liga zurückgekehrt.

## Ligazugehörigkeit und Erfolge
Nach Einführung des Profifußballs spielte die US Tourcoing von 1933 bis 1938 in diesem Bereich, allerdings nicht in der Division 1 (seit 2002 in Ligue 1 umbenannt), sondern nur zweitklassig.
- Französischer Meister: Fehlanzeige (aber 1947 als Teil des Zusammenschlusses mehrerer Klubs zu Club Olympique Roubaix-Tourcoing Mit-Titelträger)
- Landesmeister des Championnat de France der USFSA: 1910
- Nord-Meister der USFSA: 1900, 1909, 1910, 1912
- Französischer Pokalsieger: Fehlanzeige (aber Halbfinalist 1921)

## Französische Nationalspieler
Die Zahl der Länderspiele für Tourcoing und der Zeitraum dieser internationalen Einsätze sind in Klammern angegeben
- Victor Denis (1, 1908)
- Maurice Depaepe (1, 1923)
- Fernand Desrousseaux (1, 1908)
- Jules Dubly (1, 1914)
- Charles Dujardin (1, 1913)
- Victor Farvacques (1, 1928)
- Adrien Filez (5, 1904–1908, war auch im allerersten Spiel der Équipe Tricolore dabei)
- Gabriel Hanot (11, 1908–1914) 12. Länderspiel 1919 für einen anderen Verein
- Henri Lesur (6, 1913–1914)
- Henri Moigneu (8, 1905–1908)
- Albert Parsys (5, 1914–1920)
- Jean Sécember (3, 1932, erzielte dabei 5 Tore) 4. Länderspiel 1935 für einen anderen Verein